# بتی الرز
بتی الرز (به انگلیسی: Betty Earles) یک کشتی است که طول آن ۵۹٫۵ فوت (۱۸٫۱۴ متر) می‌باشد. این کشتی در سال ۱۹۱۳ ساخته شد.